# PZL Bielsko SZD-50
Die PZL Bielsko SZD-50 Puchacz (deutsch: Uhu) ist ein zweisitziges Schul- und Leistungssegelflugzeug des polnischen Herstellers PZL Bielsko (heute Allstar PZL Glider). Der Segelflug-Index beträgt 84.

## Geschichte
Die Entwicklung der Puchacz begann Mitte der 1970er-Jahre mit dem Ziel, ein modernes zweisitziges Schulsegelflugzeug mit guten Handling-Eigenschaften der mittleren Preisklasse zu bauen. Dabei ging man von einem Prototyp namens SZD-50-1 „Dromader“ aus. Dieser hatte seinen Erstflug am 21. Dezember 1976 mit Adam Zientek. Der Prototyp hatte, ähnlich dem SZD-9 Bocian, ein Normalleitwerk, welches zu erheblichen Problemen führte. Es gelang auch erfahrenen Piloten nicht, das Flugzeug früher als nach drei Trudelumdrehungen aus dem Trudeln auszuleiten (der Bocian war schon nach einer halben Umdrehung wieder stabil auszuleiten). Nach Aussage polnischer Piloten beim Hersteller ging ein Prototyp auf diese Weise verloren. Grund für das nicht akzeptable Flugverhalten beim Trudeln war, dass sich das tiefe Normalhöhenleitwerk beim Trudeln komplett in der Wirbelschleppe der Tragflächen befand und nahezu unwirksam wurde. Das Leitwerk wurde daraufhin umkonstruiert. Als Kreuzleitwerk mit erhöht angebrachten Höhenleitwerk ließ sich das Flugzeug problemlos aus dem Trudeln ausleiten, wenn auch nicht so gut wie beim sehr gutmütigen Bocian.
Der eigentliche Prototyp der Puchacz flog erst ein Jahr nach dem „Dromader“. Im Jahre 1979 begann man mit der Produktion. Die Puchacz wurde anschließend in mehreren Ländern, auch in Deutschland, häufig zur Schulung eingesetzt. Die DDR setzte 62 Puchacz ab 1983 bei der GST ein. Die Produktion wurde vom Werk im Jahr 2014 eingestellt. Stattdessen wird der neue Doppelsitzer SZD-54 Perkoz gebaut.

## Aufbau
Der Mitteldecker ist in GFK-Halbschalenbauweise hergestellt, nur Seiten- und Höhenruder sind stoffbespannt. Die Trapezflügel besitzen große, nach unten und oben ausfahrbare Störklappen, die einen außerordentlich steilen Landeanflug im Vergleich zu anderen Segelflugzeugen ermöglichen. Vor dem Abfangen des Flugzeuges bei der Landung müssen die Störklappen teilweise wieder eingefahren werden, da das Flugzeug sonst nach unten wegsackt und nicht abgefangen werden kann. Das Kreuzleitwerk ist halbhoch angesetzt, was auch eine ausreichende Bodenfreiheit bei Außenlandungen in hohem Gras oder Getreidefeldern gewährleistet. Das Fahrwerk besteht aus einem bremsbaren, gummigefederten Hauptrad, einem kleinen Bugrad und Schleifsporn am Heck. Bei allen in die DDR gelieferten Exemplaren ist eine nicht sehr effiziente Trommelbremse am Hauptfahrwerk eingebaut, die vom Piloten durch einen auf der linken Cockpitseite befindlichen Seilzugmechanismus ausgelöst wird. Der Flugschüler sitzt vorn, der Fluglehrer hinten. Ein zweites Armaturenbrett für den Fluglehrer kann beim Hersteller mitbestellt werden.
Im Notfall kann die einteilige Cockpitverglasung sowohl vom Piloten, als auch vom Fluglehrer bzw. Mitflieger ausgelöst werden, wobei der hinten sitzende die Auslösung des Notabwurfs der Kabinenhaube über Bowdenzüge nach vorn weitergibt.
Das Flugzeug besitzt eine in beiden Sitzen integrierte „Bordtoilette“ für Flüssigkeiten.
Alle Ruderanschlüsse (Querruder, Störklappen, Höhenruder) werden beim Aufrüsten automatisch angeschlossen.
Der Preis für ein Flugzeug lag bei 120.000 DDR-Mark.

## Verwendung
Der Puchacz ist für alle Arten der Segelflugausbildung einschließlich einfachem Kunstflug geeignet. Ebenso kann mit diesem Flugzeug die Ausbildung im Geräteflug und im Leistungsstreckenflug erfolgen. Die folgenden Kunstflugfiguren dürfen mit dem Puchacz geflogen werden: Looping, Turn, Kehrtkurve, Steilkreis, Trudeln und Abschwung.
Mit geringem Aufwand (Einbau eines 5-Punkt-Gurt, g-Messer etc.) lässt sich der Puchacz zur Kategorie „Acro“ umrüsten, wodurch auch Rückenflug und Rollen möglich werden. Beim Kunstflug zum Teil einschränkend ist die maximale Geschwindigkeit von nur 215 km/h.
Als Doppelsitzer ist der Puchacz ein gutmütiges, wendiges Segelflugzeug, welches sich für die Schulung sehr gut eignet. Insbesondere das Trudeln kann – im Unterschied zu vielen anderen Doppelsitzern – gut demonstriert werden.
Beim Thermikflug steigt der Puchacz sehr gut, beides dank des geringen Gewichtes und der guten Wendigkeit. Die Gleitzahl ist mäßig für ein GFK-Flugzeug.

## Technische Daten
| Kenngröße               | Daten               |
| ----------------------- | ------------------- |
| Hersteller              | PZL Bielsko         |
| Konstrukteur            | Adam Meus           |
| Besatzung               | 1 oder 2            |
| Passagiere              | 1                   |
| Länge                   | 8,38 m              |
| Spannweite              | 16,67 m             |
| Flügelfläche            | 18,16 m²            |
| Flügelstreckung         | 15,3                |
| Gleitzahl               | 30 bei 85 km/h      |
| geringstes Sinken       | 0,7 m/s bei 75 km/h |
| Leermasse               | 365 kg              |
| Nutzlast                | max. 205 kg         |
| Startmasse              | max. 570 kg         |
| Höchstgeschwindigkeit   | 215 km/h            |
| Manövergeschwindigkeit  | 160 km/h            |
| Überziehgeschwindigkeit | 60 km/h             |
| max. Lastvielfaches     | +5,30/−2,65         |